# Elecciones parlamentarias de Irlanda del Norte de 2017
Las elecciones parlamentarias de Irlanda del Norte se celebraron el 2 de marzo de 2017 y fueron la sexta convocatoria electoral desde el restablecimiento de la Asamblea de Irlanda del Norte, tras la firma del Acuerdo de Viernes Santo de 1998. Los comicios se celebraron diez meses después de las últimas votaciones como consecuencia de la dimisión del viceministro principal Martin McGuinness, quien en el 10 de enero de 2017 presentó su renuncia por un desacuerdo con la ministra Arlene Foster sobre la gestión del escándalo de corrupción que afectó a un programa energético.
En estas elecciones entró en vigor el Acta de Miembros de la Asamblea de 2016, la cual redujo el número de diputados de 108 a 90.
El Partido Unionista Democrático ganó las elecciones al conseguir 28 de los 90 escaños en disputa.

## Sistema electoral
La Asamblea tiene 90 miembros, elegidos por 18 distritos electorales de forma de representación proporcional. El sistema electoral norirlandés se basa en el "voto personal transferible" con el cual un votante puede elegir a varios candidatos de distintas fuerzas políticas en un orden de preferencias, siendo el elegido en primer lugar el que recibe el voto directo en el recuento.
Una vez conformada la legislatura cada miembro tiene que describirse oficialmente como "unionista", "nacionalista" o "sin alineación". Hay mecanismos legales para asegurar que el poder sea compartido entre los unionistas y nacionalistas, uno de ellos es el reparto de ministerios mediante el Sistema D´Hondt.  
 Para acceder a la representación es necesario superar una cuota mínima de votos que se obtiene al dividir el número de votos válidos emitidos entre 7, los candidatos que superen la primera barrera son designados como diputados. En caso de presentarse escaños vacíos tras el primer recuento se realiza otro hasta que cinco candidatos logren superarla, siendo eliminados aquellos que tengan el menor número de votos, los cuales pasan a ser distribuidos entre los que permanecen.
El nombramiento del Ministro Principal de Irlanda del Norte, el Viceministro Principal, y del Presidente de la Asamblea, tiene que recibir el apoyo de una mayoría de ambas comunidades.

## Resultados
|               | Partido Unionista Democrático               | 225 413       | 28,1%   | -1,1% | 28 | -10 | 31,1% | -4,07 |  |  |
|               | Sinn Féin                                   | 224 245       | 27,9%   | +3,9% | 27 | -1  | 30,0% | +4,08 |  |  |
|               | Partido Socialdemócrata y Laborista         | 95 958        | 11,9%   | -0,1% | 12 | =   | 13,3% | +2,22 |  |  |
|               | Partido Unionista del Ulster                | 103 314       | 12,9%   | +0,3% | 10 | -6  | 11,1% | –3,70 |  |  |
|               | Partido de la Alianza de Irlanda del Norte  | 72 717        | 9,1%    | +2,1% | 8  | =   | 8,9%  | +1,48 |  |  |
|               | Partido Verde                               | 18 527        | 2,3%    | -0,4% | 2  | =   | 2,2%  | +0,37 |  |  |
|               | Voz Unionista Tradicional                   | 20 523        | 2,6%    | -0,9% | 1  | =   | 1,1%  | +0,21 |  |  |
|               | Independientes                              | 14 407        | 1,8%    | -1,5% | 1  | =   | 1,1%  | +0,19 |  |  |
|               | El Pueblo Antes que el Lucro                | 14 100        | 1,8%    | -0,2% | 1  | -1  | 1,1%  | -0,74 |  |  |
|               | Progressive Unionist Party                  | 5 590         | 0,7%    | -0,2% | 0  | -   | -     | -     |  |  |
|               | Conservadores de Irlanda del Norte          | 2 399         | 0,3%    | -0,1% | 0  | -   | -     | -     |  |  |
|               | Laborista Alternativo                       | 2 009         | 0,3%    | =     | 0  | -   | -     | -     |  |  |
|               | Partido de la Independencia del Reino Unido | 1 579         | 0,2%    | -1,3% | 0  | -   | -     | -     |  |  |
|               | Cannabis Is Safer Than Alcohol              | 1 273         | 0,2%    | -0,2% | 0  | -   | -     | -     |  |  |
|               | Partido de los Trabajadores de Irlanda      | 1 261         | 0,2%    | =     | 0  | -   | -     | -     |  |  |
| Votantes      | Votantes                                    | Votantes      | 812.783 |       |    |     |       |       |  |  |
| Participación | Participación                               | Participación | 64.78%  |       |    |     |       |       |  |  |
| Fuente: BBC   |                                             |               |         |       |    |     |       |       |  |  |

## Formación de gobierno
Las elecciones marcaron un cambio significativo en la política de Irlanda del Norte, siendo la primera elección desde la partición de Irlanda en 1921 en la que los partidos unionistas no obtuvieron la mayoría de los escaños, además, por primera ocasión los bloques unionista y nacionalista consiguieron la misma representación en la Asamblea (39 escaños). La falta de acuerdo entre las fuerzas mayoritas de ambos bloques, tienen a Irlanda del Norte en una situación de falta de gobierno formal desde 2017.
En abril de 2019 fue necesaria la intervención de los gobiernos nacionales de Londres y Dublín para tratar de desbloquear las conversaciones, ya que el sistema político norirlandés necesita de la colaboración de las dos fuerzas principales para que formen gobierno, mientras tanto, la administración del país ha sido llevada desde Londres.